# Zwartoorbriltimalia
De zwartoorbriltimalia (Pteruthius melanotis) is een zangvogel uit de familie Vireonidae (vireo's).

## Verspreiding en leefgebied
Deze soort komt voor van de Himalaya tot Maleisië en telt twee ondersoorten:
- P. m. melanotis: van centraal Nepal en noordoostelijk India tot Myanmar, westelijk Thailand, noordelijk Indochina en zuidelijk China.
- P. m. tahanensis: zuidelijk Thailand en Maleisië.

## Status
De grootte van de populatie is niet gekwantificeerd maar de soort wordt omschreven als algemeen tot zeldzaam. Op de Rode lijst van de IUCN heeft deze soort de status niet bedreigd.